# Campylaspis frigida
Campylaspis frigida är en kräftdjursart som beskrevs av Hansen 1908. Campylaspis frigida ingår i släktet Campylaspis och familjen Nannastacidae. Inga underarter finns listade i Catalogue of Life.